# 斯凱瓦利 (喬治亞州)
斯凱瓦利（英語：Sky Valley）是一個位於美國喬治亞州雷本縣的城市。

## 地理
斯凱瓦利的座標為34°59′10″N 83°19′29″W / 34.98611°N 83.32472°W，而該地的平均海拔高度為1005米（即3297英尺）。

## 人口
根據2010年美國人口普查的數據，斯凱瓦利的面積為7.90平方千米，當中陸地面積為7.90平方千米，而水域面積為0.00平方千米。當地共有人口272人，而人口密度為每平方千米34.43人。